# CMMG
CMMG全稱Central Missouri Machine Gun（中央密蘇里機關槍），是一家位於美國密蘇里州布恩維爾的輕兵器及配件生產商。該公司主要生產AR-10/15系列槍械及配件。

## 歷史
CMMG早於1999年由John及Jeff Overstreet成立，起初為一個銷售AR-15部件的網站，後來他們決定自行生產槍械，並在2002年成立了CMMG Inc.。
CMMG成立時的目標為生產高品質的AR-15，後來於2010年CMMG推出了直至現在仍是公司最受歡迎的產品之一的AR-15 .22 LR改裝套件。
2014年，CMMG推出了Mk47步槍，透過其CMMG POWERBOLT槍機解決了以往同類產品槍機強度不足的問題，而Mk47亦令CMMG被更多人認識，很多CMMG的工程師亦是在這期間進入CMMG，並引入了更多創新設計。後來CMMG使用其POWERBOLT技術推出了使用6.5 Grendel、.458 SOCOM等大口徑，尺寸介於AR-10及AR-15的MkW-15步槍。
2017年，CMMG推出了使用徑向延遲槍機的MkG系列，為使用格洛克手槍彈匣的卡賓槍系列，並逐漸把手槍口徑卡賓槍擴展至更多口徑，如使用5.7×28mm的Mk57。
2018年，CMMG改用現時的齒輪商標。及後在2019年，CMMG將旗下產品重新命名，並統整成三大類，以配置規格及機匣類型向下細分。
在2019年末及2020年初，CMMG分別推出了AR-15的9公釐及5.7口徑改裝套件，與其他產品不同之處在於它們直接使用未經改裝的AR-15下機匣，無需使用彈匣適配器或專用下機匣。
由於CMMG一路以來在AR-15系列上帶來的創新設計，它被美國全國步槍協會旗下的《美國步槍手》（英語：American Rifleman）雜誌譽為「AR世界的創新者（英語：Innovators in the AR World）」。

## 產品

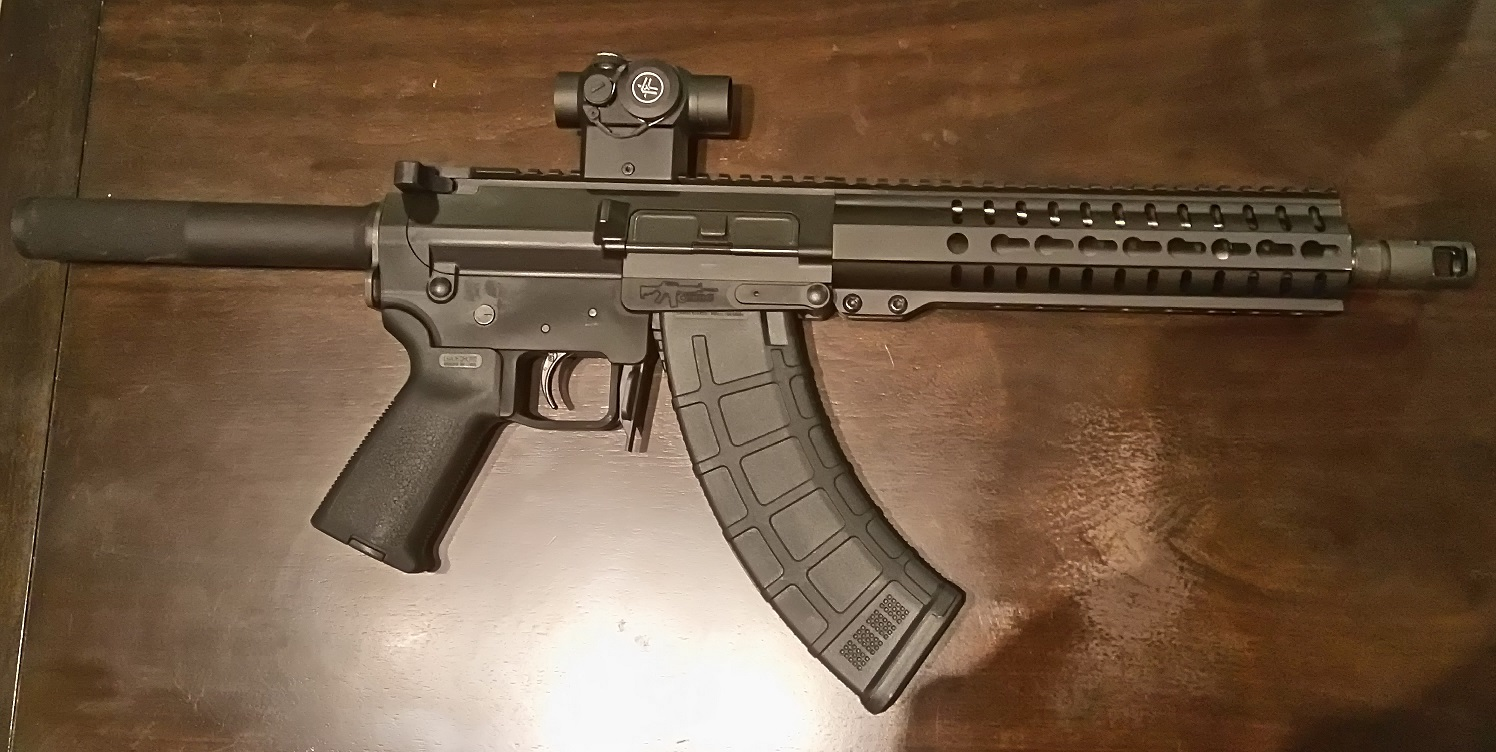
CMMG Mk47手槍

### 槍械
CMMG自2019年起所有槍械產品改用分段命名法，其名稱格式為「槍械類型，系列名 規格編號，機匣編號，口徑」。當中不同分段包括：

#### 系列名
- Banshee（女妖）：手槍、短管步槍系列
- Resolute（堅決）：卡賓槍、標準步槍系列
- Endeavor（奮進）：精確射手步槍、長程步槍系列

#### 規格編號
- 100：基本配置，配有A2握把、固定/6段可調槍托及A2鳥籠式消焰器
- 200：中階配置，配有MAGPUL MOE配件、CMMG的RIPSTOCK或RIPBRACE（無需按壓鎖定桿即可拉出使用的系統）及CMMG的SV單艙槍口制退器
- 300：高階配置，加入雙邊操作配件、二段扳機、Cerakote顏色選項等

#### 機匣編號
- Mk3：AR-10規格機匣
- Mk4：AR-15規格機匣
- Mk9：使用柯爾特衝鋒槍彈匣機匣
- Mk10：使用10mm格洛克彈匣機匣
- Mk17：使用SIG P320/M17彈匣機匣[8]
- Mk47：使用AK彈匣機匣，稱為「突變體（英語：Mutant）」
- Mk57：使用Five-seveN彈匣機匣
- MkG：使用.45 ACP格洛克彈匣機匣
- MkGs：使用9公釐或.40格洛克彈匣機匣
- MkW-15：使用POWERBOLT技術大口徑中等尺寸機匣

舉例來說「Rifle, Banshee 200, Mk57, 5.7 X 28mm, NFA」即是指使用5.7×28mm，使用Five-seveN彈匣，需註冊成NFA槍械的短管步槍。

### 抑制器
CMMG亦有推出其DefCan系列抑制器，分別有直上式（英語：Direct Thread）及快拆式（英語：Quick Detach）兩種。

### 其他
- 戰術：一罐含54片即食培根
- 戰術零食：一系列以牛肉及豬肉製成的零食，供野營及狩獵時使用。CMMG稱此產品可在防禦殭屍及世界末日時派上用場[9]。
- MX系列步槍：CMMG為電子遊戲武裝行動3設計，使用虛構6.5 × 39 mm無殼彈的虛構步槍。因此CMMG的商標在遊戲中被放在MX步槍側面，印有CMMG商標的棒球帽亦為可用衣服配件之一。

## 資料來源
1. 1 2  . www.americanrifleman.org.   [2020-03-16]. （原始内容存档于2021-05-08） （英语）.
2. ↑  . CMMG Inc.   [2020-03-16]. （原始内容存档于2020-05-12）.
3. 1 2  AmmoLand Editor Duncan Johnson. . AmmoLand.com. 2018-08-07  [2020-03-16]. （原始内容存档于2019-09-20） （美国英语）.
4. ↑  . CMMG Inc.   [2020-03-16].
5. ↑  . CMMG Inc.   [2020-03-16]. （原始内容存档于2019-01-31）.
6. 1 2  . CMMG Inc.   [2020-03-16].[]
7. ↑  . www.shootingillustrated.com.   [2020-03-16]. （原始内容存档于2021-06-18） （英语）.
8. ↑  Caleb Giddings. . www.shootingillustrated.com. 2020-08-04  [2020-09-27]. （原始内容存档于2020-11-26） （英语）.
9. ↑  . CMMG Inc.   [2020-03-16]. （原始内容存档于2021-01-25）.